# Xenia fisheri
Xenia fisheri is een zachte koraalsoort uit de familie Xeniidae. De koraalsoort komt uit het geslacht Xenia. Xenia fisheri werd in 1933 voor het eerst wetenschappelijk beschreven door Roxas. 